# 飯山城
飯山城（いいやまじょう）は、信濃国水内郡（のち下水内郡）飯山（現・長野県飯山市飯山）にあった日本の城（平山城）。

## 概要
東部は千曲川、西部は山地に囲まれた地にあり、城郭は丘陵をならした平山城である。
築城年は不明である。14世紀初頭は泉氏の居城であったが、後に高梨氏館を本拠とする高梨氏の支城となった。戦国時代に上杉氏が武田氏に対する前線基地として改修した。江戸時代には飯山藩の藩庁が置かれた。

## 歴史
弘治3年（1557年）武田氏によって、高梨政頼は高梨氏館から飯山城へと追われた。
永禄7年（1564年）に、越後の上杉謙信が、信濃一円に勢力を伸ばしてきた甲斐国の武田信玄に対抗して、越後の防御・信濃計略の前線基地として本格的に築城した。既に頚城・新川・北信に多くの城を保持していた長尾・上杉氏にあっては、謙信が新たに築城した稀有な城の一つである（『上杉輝虎書状案』によると、1564年10月1日に謙信自ら普請の完了を確認したことがわかる）。
天正6年（1578年）に、上杉氏より武田勝頼に割譲され、その滅亡後は一時森長可の居城となった後上杉景勝の持城となり、城代に岩井信能が入れられた。後に、豊臣秀吉の家臣である石川光吉が代官として千曲川両岸を支配したが、慶長3年（1598年）に関一政が3万石で入封した。関氏はその翌年に美濃国土岐へと移封した。慶長8年（1603年）松平忠輝が信濃国川中島に18万石で入封したため、その家臣である皆川広照が傅役として4万石で入れられたが、忠輝の不行跡を徳川家康に訴えたところ逆に家老として不適との指摘をうけて除封された。
その後、堀氏、佐久間氏、桜井松平氏、永井氏、青山氏と目まぐるしく城主が替わった。享保2年（1717年）、本多助芳が越後糸魚川藩より入封すると、以降本多氏10代が明治維新まで飯山城に居を構えた。
明治元年（1868年）、旧幕府軍衝鋒隊の攻撃を受け城下を焼かれた（飯山戦争）。城の建物は、廃藩後に破却や焼失によって失われている。

## 構造
丘陵上に、本丸、二の丸、三の丸を南北に連ね、西側山麓に西郭、北に外郭があり、南方山麓から外郭まで、周囲には1重の堀が巡っていた。建造物は、本丸、二の丸、三の丸に、それぞれ、居館、政庁、櫓が設けられ、門は全部で12棟あった。天守はなく二重櫓を代用としていた。また、西郭には重臣の屋敷が軒を連ねていた。弘化4年（1847年）の善光寺地震で石垣の大半が倒壊したが、嘉永2年（1849年）に再建した。

### 遺構
本丸は葵神社境内となり、二の丸は城址公園として整備されている。本丸から二の丸にかけて、石垣および土塁が残る。本丸庭園では年明けに鶯が訪れ、春には桜が満開となる。

### 関連建造物・参考資料など
建造物としては、南中門跡に民家から2層の城門が再移築され現存している。また、不開門が飯山市の妙専寺に、裏門と伝わる門が長野市田子の民家に、どこの門かは定かではないが城門が中野市江部の民家に、それぞれ移築され現存している。この他に、2層部分を焼失しているが、長野市の信雙寺に大手門が移築され現存している。
- 「上杉謙信公 飯山城築城450年」飯山城址パネル - 鳥観図・「飯山城絵図」[5]複写写真上に縄張り加筆説明・今後の「飯山城址整備」方針（中期整備イメージ）と資料提供の依頼などが掲載。

## 交通
- JR飯山線・北飯山駅から徒歩5分
- 上信越自動車道・豊田飯山IC → 国道117号線
  - 城山公園駐車場（無料、20台）